# Српско-црногорска офанзива у Босну
Српско-црногорска офанзива у Босну била је офанзива српске војске и црногорске војске изведена у току септембра и октобра 1914. године. Српска Ужичка војска и црногорска Санџачка војска продрле у Босну преко Дрине у јачини од 55 батаљона и 78 топова. Српско-црногорске јединице низале су успехе. Јединице су стигле до Јахорине, да би 25. септембра ушле у Пале, а затим овладале Романијом почетком октобра. Аустроугарска је извршила противудар у октобру. Борбе су биле пуне обрта, али су се српско-црногорске јединице повукле на Дрину до 24. октобра. Тиме је завршена офанзива у Босну.

## Позадина
На црногорском делу фронта трупе аустроугарског 16. корпуса заузеле су Пљевља 19. августа 1914. године. Међутим, због пораза у Церској бици ова офанзива је обустављена. На позив краља Николе 21. августа на Цетиње стиже српска војна мисија коју је предводио генерал Божидар Јанковић и пуковник Петар Пешић са Путниковим Заједничким планом дејства. Црногорска команда је реорганизована, снаге су прегруписане, успостављења је Врховна команда 24. августа. За начелника је постављен генерал Божидар Јанковић. Уместо Пљеваљске дивизије успостављена је Санџачка војска под командом сердара Јанка Вукотића и Дрински одред под командом дивизијара Митра Мартиновића. Промењена је команда Ловћенског одреда где је књаз Петар преузео команду и Херцеговачког одред коме је сада заповедао војвода Ђуро Петровић.

## Офанзива у Босну
Санџачка војска је извршила противнапад 26. августа и истог дана ослободила Пљевља. Санџачка војска је добила задатак да продере у правцу Сарајева и Калиновика, док је Ужичка војска добила задатак да продре преко Хан Пијеска ка Власеници, поруши железничку пругу у долини Криваје и да смелим маневром олакша ситуацију на Дрини. Крајем августа и септембра црногорска војска је прешла границу на појединим деловима и повратила изгубљене територије. Борбе су били јаке и пуне обрта, али српско-црногорске јединице су успеле да успешно одбране своју границу. Док су се водили рововске борбе на обалама Дрине јединице Ужичке и Санџачке војске продрле су у југоисточну Босну. Санџачка војска избила је на Јахорину, да би 25. септембра истурени делови ушли у Пале. Романијом је овладано 2. и 3. августа. Дивизијар Митар Мартиновић је са својим Дринским одредом успешно деловао у сектору Калиновика. Ужичка војска је успела да овлада Вишеградом, Соколцем и Хан Пијеском и прекине комуникацију Сарајево-Власеница. Аустроугарска војска је у октобру извршила противудар, и са доста обрта, у бици на Гласинцу успела је да натера Санџачку војску на повлачење. Санџачка војска се повукла на десну обалу Дрине до 24. октобра.

## Последице
Офанзива Ужичке и Санџачке војске развијала се парцијално и млитаво. Због спорих припрема и непознавања ситуације код непријатеља, као и због недовољно јасног циља, офанзива је кренула тек када је на главном фронту настало затишје. Била је присутна и недовољна сагласност између српског и црногорског командовања. Све ово је омогућило генералу Оскару Поћореку да са главног фронта издвоји знатне снаге и њима најпре заустави, а потом и да одбаци Ужичку и Санџачку војску преко Дрине средином октобра. Продор Ужичке и Санџачке војске у источну Босну имао би знатно већи ефекат и утицај на развој ситуације на главном фронту да је био извршен у време противудара српске Прве армије на Мачковом камену и да је извођен по јединственом плану.